# Camp-Perrin
Camp Perrin (en criollo haitiano Kanperen) es una comuna de Haití, que está situada en el distrito de Los Cayos, del departamento de Sur.

## Historia
La comuna de Camp-Perrin fue creada durante el siglo XVIII, cuando llegaron al lugar los hermanos Perrin, dos colonos franceses, con el objetivo de estudiar las posibilidades del cultivo del café, el algodón y el añil, así como posibilidad de explotar el Palo de Campeche en Haití. Construyeron un campamento en la colina, lo que a posteriori daría lugar a los nombres de los dos barrios de la ciudad que son Bas-Camp y Haut-Camp (campo de abajo y de arriba, respectivamente).

## Secciones
Está formado por las secciones de:
- Levy Mersan
- Champlois
- Tibi Davezac

## Demografía
| Gráfica de evolución demográfica de Camp-Perrin entre 2009 y 2015 |
|                                                                   |

Los datos demográficos contemplados en este gráfico de la comuna de Camp Perrin son estimaciones que se han cogido de 2009 a 2015 de la página del Instituto Haitiano de Estadística e Informática (IHSI). 